# Čchao-jang (prefektura)
Čchao-jang (čínsky 朝阳, pchin-jinem Cháoyáng) je městská prefektura v Čínské lidové republice, kde patří do provincie Liao-ning. Celá prefektura je s 19 698 čtverečními kilometry nejrozlehlejší prefekturou Liao-ningu a má skoro tři a půl milionu obyvatel.

## Poloha
Čchao-jang leží na západním okraji provincie Liao-ning v severovýchodní Číně, zhruba na půl cesty mezi Pekingem, hlavním městem ČLR, a Šen-jangem, hlavním městem Liao-ningu. Prefektura hraničí na severozápadě s Vnitřním Mongolskem, na jihozápadě s provincií Che-pej, na jihu s Chu-lu-taem, na východě s Ťin-čou a na severovýchodě s Fu-sinem.

## Administrativní členění
Městská prefektura Čchao-jang se člení na sedm celků okresní úrovně, a sice dva městské obvody, dva městské okresy, dva okresy a jeden autonomní okres.
| Šuang-tcha Lung-čcheng okres · Čchao-jang okres · Ťien-pching Charčinský levý · autonomní okres městský okres · Pej-pchiao městský okres · Ling-jüan |                        |                       |                    |                                  |
| Název | Název                  | Počet obyvatel (2020) | Rozloha km² (2020) | Hustota zalidnění (obyv. na km²) |
| český přepis | znaky                  | Počet obyvatel (2020) | Rozloha km² (2020) | Hustota zalidnění (obyv. na km²) |
| Městské obvody |                        |                       |                    |                                  |
| Šuang-tcha | 双塔区                 | 463 543               | 478                | 970                              |
| Lung-čcheng | 龙城区                 | 222 065               | 619                | 359                              |
| Městské okresy |                        |                       |                    |                                  |
| Pej-pchiao | 北票市                 | 439 998               | 4 444              | 99                               |
| Ling-jüan | 凌源市                 | 540 832               | 3 285              | 165                              |
| Okresy |                        |                       |                    |                                  |
| Čchao-jang | 朝阳县                 | 404 460               | 3 768              | 107                              |
| Ťien-pching | 建平县                 | 455 826               | 4 863              | 94                               |
| Autonomní okres |                        |                       |                    |                                  |
| Charčinský levý mongolský autonomní okres | 喀喇沁左翼蒙古族自治县 | 346 133               | 2 244              | 154                              |
| |                        |                       |                    |                                  |
| Celkem | Celkem                 | 2 872 857             | 19 701             | 146                              |

## Zajímavosti

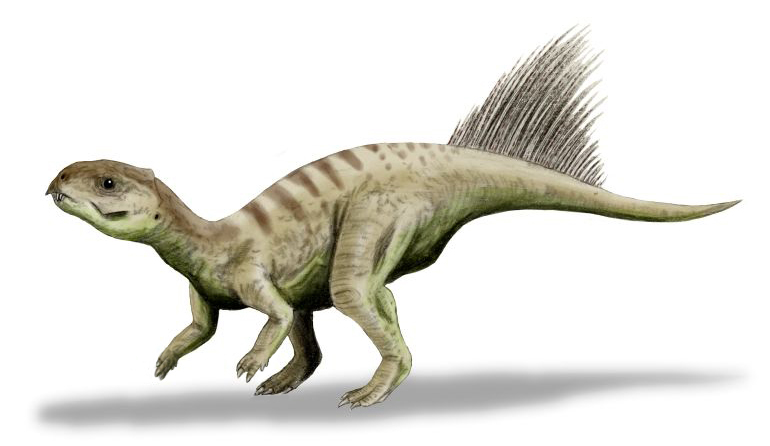
Chaoyangsaurus - rekonstrukce vzezření

Podle názvu této prefektury byl pojmenován i jeden rod primitivního rohatého dinosaura, Chaoyangsaurus youngi, formálně popsaný v roce 1999. Žil na území této oblasti v období svrchní jury, asi před 150 miliony let.

## Partnerská města
- Obihiro, Japonsko (2000)